# Stratford (Iowa)
Stratford ist eine Stadt mit dem Status "City" im Hamilton und Webster County des US-amerikanischen Bundesstaats Iowa.
Im Jahr 2010 hatte Stratford 743 Einwohner, deren Zahl sich bis 2013 auf 731 verringerte. Das U.S. Census Bureau hat bei der Volkszählung 2020 eine Einwohnerzahl von 707 ermittelt.

## Geographie
Stratford liegt im nordwestlichen Zentrum Iowas am linken Ufer des Des Moines River, einen rechten Nebenfluss des Mississippi. Die Grenze zu Minnesota verläuft rund 150 Kilometer nördlich; der am Missouri gelegene Schnittpunkt der Bundesstaaten Iowa, South Dakota und Nebraska befindet sich rund 230 km westlich von Stratford.
Die Stadt erstreckt sich über eine Fläche von 4,95 km² und verteilt sich über die Marion Township des Hamilton County und die Hardin Township des Webster County.
Nachbarorte von Stratford sind Stanhope (13,6 km östlich), Boone (26,5 km südlich), Fraser (20,7 km in der gleichen Richtung), Pilot Mound (20,3 km südsüdwestlich), Boxholm (24,6 km südwestlich), Dayton (15,1 km westlich) und Lehigh (23,6 km nordwestlich).
Die nächstgelegenen größeren Städte sind die Twin Cities (Minneapolis und St. Paul) in Minnesota (345 km nordnordöstlich), Rochester in Minnesota (292 km nordöstlich), Waterloo (158 km ostnordöstlich), Cedar Rapids (217 km ostsüdöstlich), Iowas Hauptstadt Des Moines (106 km südsüdöstlich), Kansas City in Missouri (388 km südsüdwestlich), Nebraskas größte Stadt Omaha (266 km südwestlich), Nebraskas Hauptstadt Lincoln (345 km in der gleichen Richtung), Sioux City (228 km westlich) und South Dakotas größte Stadt Sioux Falls (359 km nordwestlich).

## Verkehr
Der in West-Ost-Richtung verlaufende Iowa State Highway 175 führt als Hauptstraße durch das Stadtgebiet von Stratford. Alle weiteren Straßen sind untergeordnete Landstraßen, teils unbefestigte Fahrwege sowie innerörtliche Verbindungsstraßen.
Mit dem Fort Dodge Regional Airport befindet sich 55 km nordwestlich ein Regionalflughafen, über den Verbindungen nach St. Louis und Chicago bestehen. Der nächste Großflughafen ist der 116 km südsüdöstlich gelegene Des Moines International Airport.

## Bevölkerung
Nach der Volkszählung im Jahr 2010 lebten in Stratford 743 Menschen in 307 Haushalten. Die Bevölkerungsdichte betrug 150,1 Einwohner pro Quadratkilometer. In den 307 Haushalten lebten statistisch je 2,25 Personen.
Ethnisch betrachtet bestand die Bevölkerung mit sechs Ausnahmen nur aus Weißen. Unabhängig von der ethnischen Zugehörigkeit waren 1,3 Prozent der Bevölkerung spanischer oder lateinamerikanischer Abstammung.
22,2 Prozent der Bevölkerung waren unter 18 Jahre alt, 50,9 Prozent waren zwischen 18 und 64 und 26,9 Prozent waren 65 Jahre oder älter. 50,7 Prozent der Bevölkerung waren weiblich.
Das mittlere jährliche Einkommen eines Haushalts lag bei 41.414 USD. Das Pro-Kopf-Einkommen betrug 22.326 USD. 8,9 Prozent der Einwohner lebten unterhalb der Armutsgrenze.